# Monica Anghel
Monica Anghel (Bucarest, 1º giugno 1971) è una cantante rumena.
Ha rappresentato la Romania all'Eurovision Song Contest 2002 svoltosi a Tallinn, dove ha presentato il brano Tell Me Why cantato insieme a Marcel Pavel.